# دراگویچینتسی
دراگویچینتسی (به بلغاری: Dragoychintsi) یک منطقهٔ مسکونی در بلغارستان است که در شهرستان ترکلیانو واقع شده‌است.